# Sit cienki
Sit cienki (Juncus filiformis L.) – roślina wieloletnia z rośliny sitowatych. Zasięg obejmuje strefę klimatu umiarkowanego na półkuli północnej. W Polsce gatunek rzadki, jego stanowiska skupiają się na północy, w górach (od Sudetów po Tatry) i na wschodnim Mazowszu.

## Morfologia

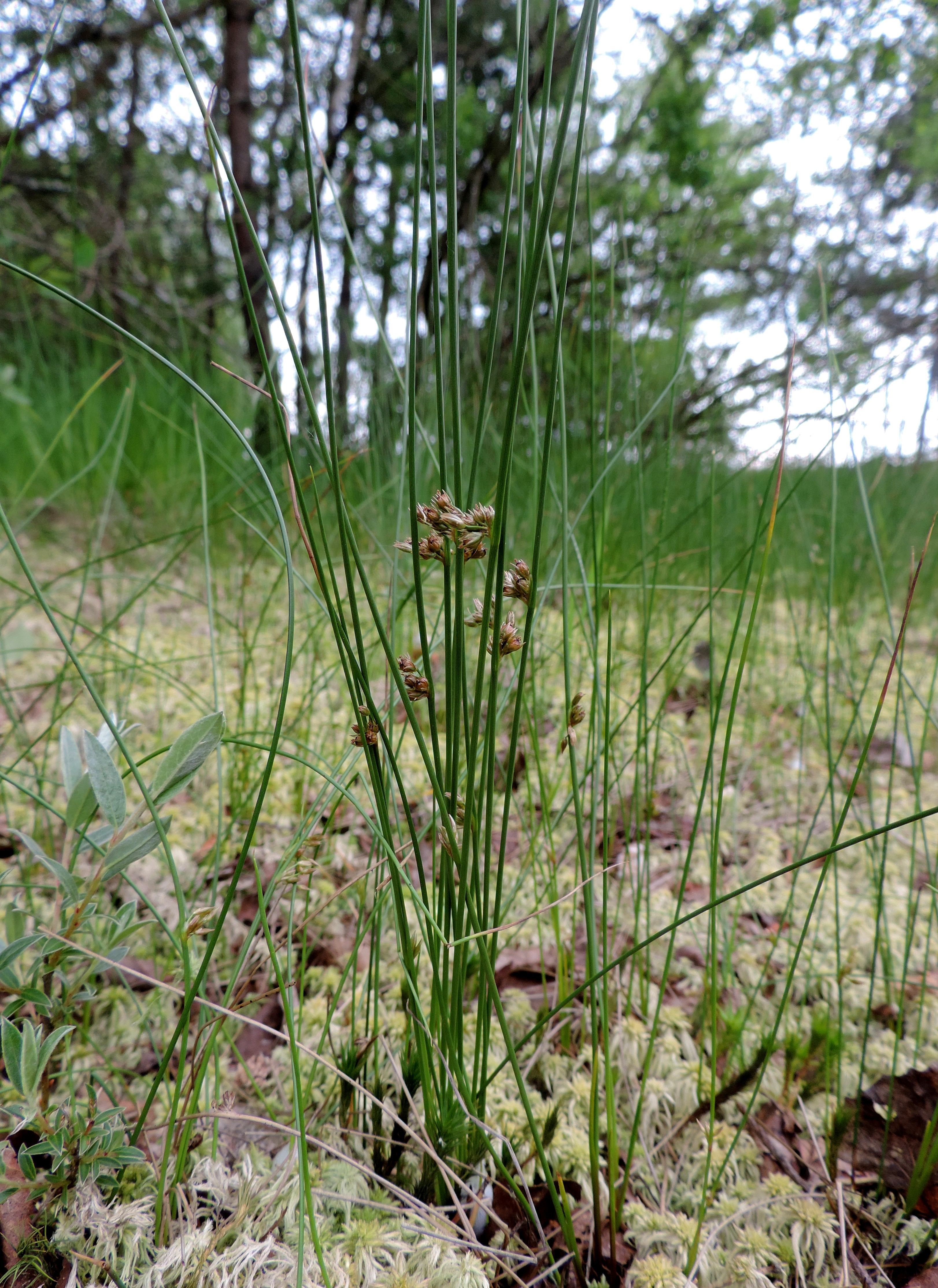
Pokrój

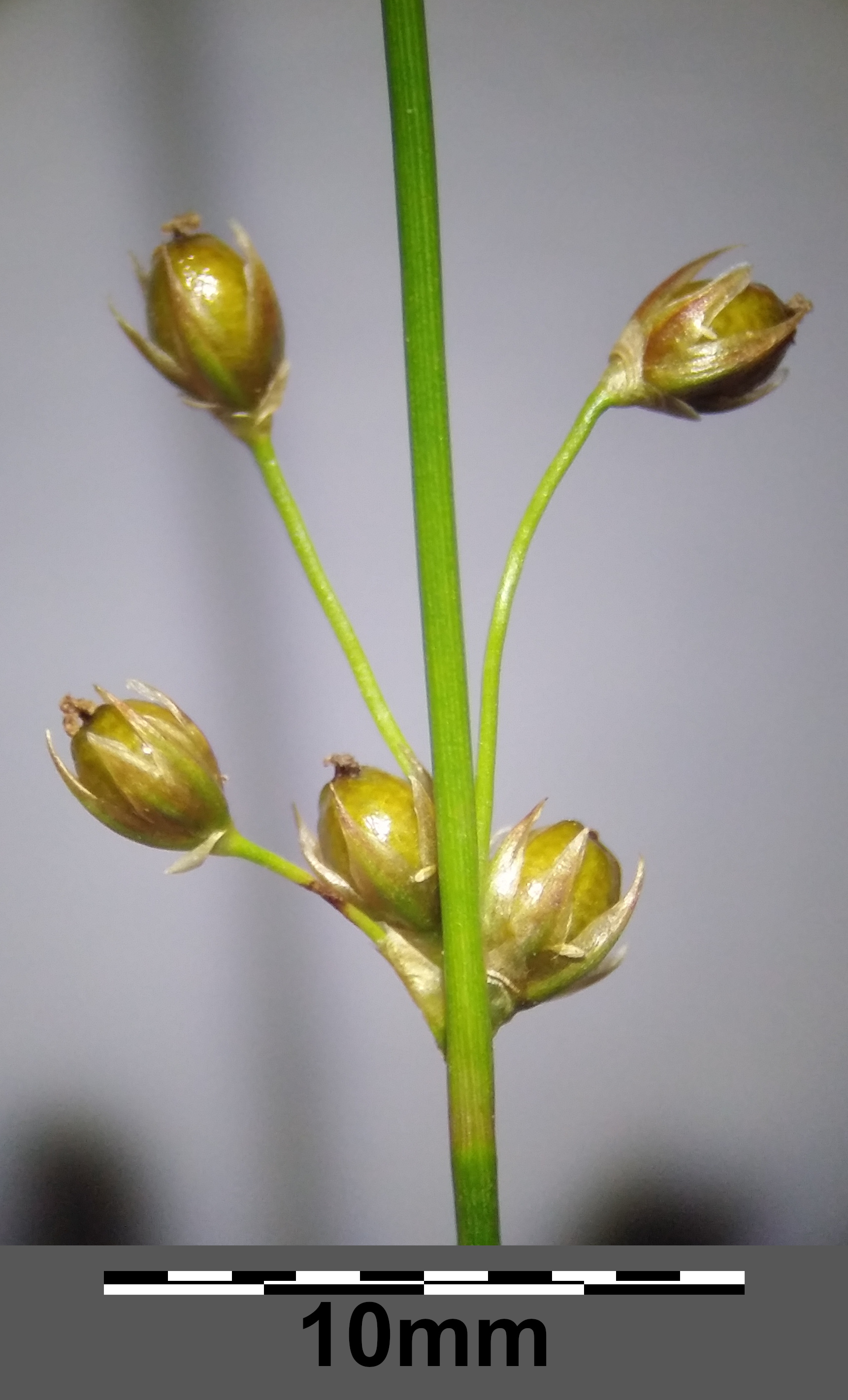
Owoce

ŁodygiNitkowato cienkie (do 1 mm szerokości), wiotkie, bladozielone, żeberkowane, o wysokości 30–50 cm. Wyrastają w jednym szeregu z kłącza. U nasady otulone brunatnymi pochwami.
LiścieBardzo rzadko wykształca się niepozorna blaszka liściowa na szczycie najwyższej pochwy otulającej u dołu łodygę.
KwiatostanKwiatostan w postaci niewielkiego pęczka 5–7 kwiatów. Szczytowy, pozornie boczny, ponieważ u jego nasady wyrasta jako przedłużenie łodygi bardzo długa podsadka.
KwiatNiewielkie, do 3 mm długości, listki okwiatu żółtawe, ostre, równe długości torebki. Kwitnie od czerwca do sierpnia.
OwocTorebka szerokojajowata, tępa, z krótkim dzióbkiem, żółtawa.
NasionaDrobne (do 0,5 mm średnicy), kuliste, tępe, jasnoczerwono-brunatne.

## Biologia i ekologia
Rośnie na wilgotnych łąkach i torfowiskach.

## Zmienność
Tworzy mieszańce z sitem bałtyckim i skupionym.

## Zagrożenia i ochrona
Roślina umieszczona na polskiej czerwonej liście w kategorii NT (bliski zagrożenia).